# 李寶益
李 寶益（り ほうえき、リ・ボイク、1876年5月31日 - 1959年10月18日）は朝鮮民主主義人民共和国（以下北朝鮮）の国家主席であった金日成の祖母。国防委員長金正日の曽祖母。小作農民金輔鉉の妻。朝鮮平安南道平壌出身の農民。

## 生涯
1876年5月31日、平安南道平壌に生まれる。
小作農民の金輔鉉と結婚して、長男金亨稷（金日成の父）、二男金亨禄、三男金亨権、長女金九日女、二女金亨實、三女金亨福、の3男3女を産む。貧乏な上に多産であった為、生活には大変苦労したという。
1937年6月4日、咸鏡南道甲山郡が匪賊に襲撃（普天堡の戦い）された後、満州国の朝鮮人治安関係者が調査をした結果、「襲撃事件の首謀者、金日成の諱は成柱であり、関東軍の通訳として働いている金英柱の実兄である」との証言を得て金日成を帰順させるために祖母（李寶益）を鴨緑江沿岸と中国の東北一帯の険しい山々のある白頭山附近に連行して投降を呼びかけさせたが、李寶益は節操を失うことなく、関東軍の将校らを叱り飛ばして抵抗した。
1945年8月15日の日本敗戦の後、孫の金成柱（金日成と改名して中国東北でゲリラ活動を行った後、ソ連領内に逃亡していた）が凱旋した。
1959年10月18日に死去、享年83。平壌市万景台に葬られ、万景台には半身像が建立された。